# Замок Липовец
Замок Липовец (пол. Zamek Lipowiec) — руины замка краковских епископов, лежащие на известковом холме (362 м над уровнем моря) на территории природного заповедника «Липовец» вблизи села Бабице в гмине Бабице Хшанувского повята Малопольского воеводства в Польше. Замок расположен на Краковско-Ченстоховской Юре и относится к системе так называемых Орлиных Гнезд.

## История

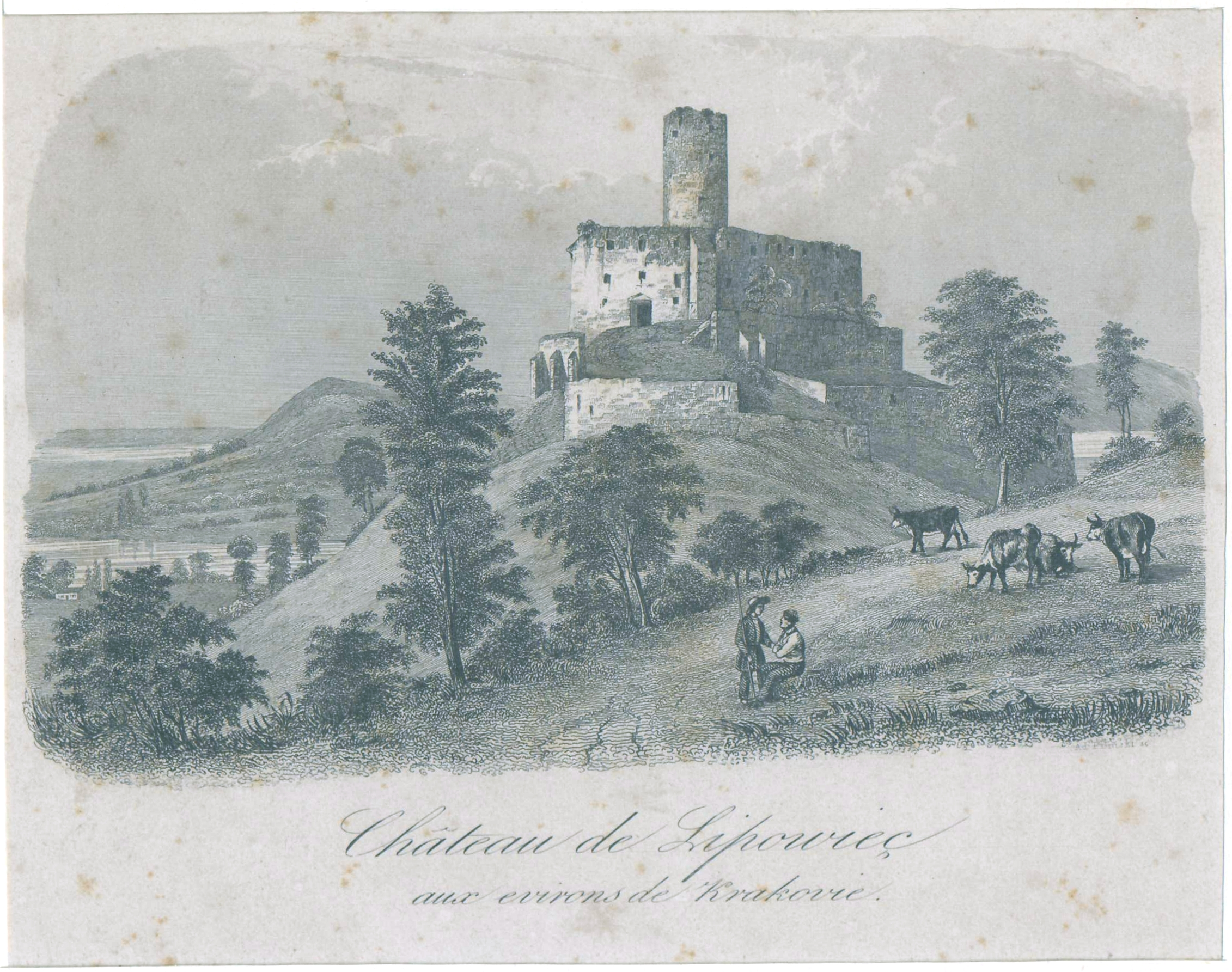
Руины замка в XIX веке

Стратегическое расположение холма, на котором в наше время находятся развалины замка, вблизи пути из Кракова в Силезию, было замечено уже в период феодальной раздробленности Пястовской монархии, а политическая нестабильность того периода стала еще одним аргументом для размещения на нем, с целью защиты торгового пути, небольшого укрепления. К 1243 году окрестные земли принадлежали малопольскому роду Грифитов, затем в течение непродолжительного времени — кляштору бенедиктинок в Станёнтках, абатиссой которого была дочь владельца бабицких имений (к которым принадлежал Липовец) Клеменса из Рущи герба Гриф. От ордена бенедиктинок Липовец перешел к краковскому епископу Яну Прандоту, который сделал его доменом Краковского епископства (владело замком вплоть до 1789 года). По инициативе Прандоты был построен или по крайней мере развит замок на холме, на то время еще деревянный, но, возможно, уже с каменной башней, древнейшие части которой датируются второй половиной XIII века. Каменный замок, вероятно, строили постепенно, начиная со второй половины XIII века и вплоть до начала XIV века.
В 1294 году краковским епископом стал Ян Муската, который использовал замок как пункт сопротивления польскому королю Владиславу Локетку. Из замка Муската, вместе со своим шурином Герлахом де Кульпе, совершал грабительские набеги на окрестные земли. Муската значительно перестроил замок, впрочем масштаб проведенных строительных работ сложно точно определить. После смерти чешского и польского короля Вацлава II, а также его преемника Вацлава III, которые были протекторами Мускаты, у последнего, после временного соглашения с Локетком, вспыхнул с ним конфликт. Вследствие этого, в 1306 году его выгнали из епархии. Одним из мест, где он скрывался, был именно замок Липовец, в котором он периодически находился до 1312 года, сопротивляясь войскам Локетка.
После периода борьбы между Пястами и стабилизации власти по восхождению на престол Казимира Великого замок Липовец служил пограничной крепостью, охраняя также торговый путь, который пролегал из Малопольши в Силезию. Как точно выглядел замок в конце XIII — начале XIV веков неизвестно. Уже в то время, скорее всего, существовала каменная башня, ведь именно с того времени происходит ее нижняя часть. Однако, на то время она еще не была интегральной частью здания, а стояла как обособленный объект, имевший целью усиление обороны главной въездной брамы, которая находилась недалеко от башни.
В XIV—XV веках замок несколько раз подвергался различным расширениям, перестройкам и ремонтам, в зависимости от целей, которым он должен был служить. В XV веке замок был значительно расширен путем перестройки его корпуса. На то время его внешний вид уже был близок к современному. Над замком доминировала башня, которая находилась в его юго-восточном углу и уже была соединена с остальными сооружениями.
Замок окружал довольно глубокий ров, над которым был перекинут деревянный мост, ведший к воротам с проходом для пеших. Значительно ниже, с юго-восточной стороны замка, были построены многочисленные деревянные хозяйственные здания, в результате чего появился предзамок, который позже (скорее всего, в конце XV века) был окружен отдельной стеной с въездными воротами. Усиление оборонительных свойств замка и его военная модернизация были связаны с неспокойным периодом гуситских войн в первой половине XV века, тем более, что одна из гуситских баз располагалась в городе Гливице в Силезии, откуда осуществлялись вооруженные набеги на территории Малопольши.
К известным краковскии епископам, которые инициировали работы на замке, принадлежат Войцех Ястшембец (1412—1423) и Збигнев Олесницкий (1423—1451). Об их вкладе в развитие замка свидетельствуют их геральдические щиты в стенах двора верхнего замка, которые видны до сих пор. В 1444 году Збигнев Олесницкий издал в Липовце привилегию для Севежского княжества, которое было новым приобретением Краковского епископства.
В XV веке замок продолжал выполнять оборонительные и жилые функции, тогда же здесь была обустроена тюрьму для духовенства. К самым известным узникам Липовца в этом веке принадлежал настоятель Николай из Буска, которого посадили здесь в 1437 году. Роль замка как костельной тюрьмы возросла лишь с XVI века, что, несомненно, было связано с реформацией. Здесь сажали не только иноверцев, но и духовенство, за общие преступления, например братьев-францисканцев из Кракова за убийство комиссара чешско-польской францисканской провинции Альберта Фонтини. Одним из важнейших заключенных Липовца был итальянец по происхождению, преподаватель Краковской академии Франческо Станкаро, которого посадили в 1550 году за пропаганду унитарианства. С помощью друзей, среди которых был Анджей Тшецеский, ему удалось бежать из замка и опубликовать работу о церковной реформе в Польше уже через два года после заключения. К ее написанию он приступил в тюрьме замка. Также в замок сажали Валентия из Кшчонова, а Марцин Кровицкий, похищенный людьми епископа, был освобожден шляхтой во время его перевозки в замок.
Работы по преобразованию замка в тюрьму начались в XV веке и набрали значительный размах в XVI веке, когда начали расширять помещения, предназначенные для камер. Также была уменьшена глубину рва, окружавшего замок, и поставлены каменные столбы для моста, а в самом замке несколько перестроили коммуникационные переходы и лестницы. Это были, пожалуй, наиболее значительные строительные работы в замке в этот период, ведь несмотря на мир и стабильность, которые царили в этом регионе в то время, не было нужды укреплять замок. Большинство работ, скорее всего, было выполнено в первой половине 50-х годах XVI века по инициативе епископов Яна Конарского и Анджея Зебжидовского. Об их роли свидетельствуют вмурованые геральдические щиты на территории замка.
В XVII веке замок стал постепенно приходить в упадок: вследствие пожара 1629 года и более позднего Шведского нашествия. Другим фактором, который способствовал этому, было устаревание замка как жилого объекта, в результате чего Липовец перестал быть резиденцией краковских епископов, которые построили рядом новую деревянную усадьбу, которая должна была исполнять эту функцию.
Пожар, вспыхнувший в августе 1629 года, поглотил значительную часть деревянной застройки и в основном затронул верхнюю часть замка. Инвентарь от 1645 года свидетельствует, что замку был нанесен значительный ущерб. Последствия пожара в 40-х годах XVII века пытался преодолеть епископ Ян Задзик, который был инициатором восстановления и перестройки предзамка, имевшего преимущественно хозяйственный характер. 9 октября 1655 года шведы захватили Липовец, создав в нем штаб-квартиру, в том числе учитывая возможность контроля водного маршрута на соседней Висле. Они оставили его только летом 1657 года и, отступая, сожгли. Опустошенное и заброшенное здание простояло в таком состоянии до 30-х годов XVIII века, когда решение о его восстановлении принял краковский епископ Константин Фелициан Шанявский. Еще до этого, 17 августа 1683 года, в замке, по дороге в Вену, задержался польский король Ян III Собеский.
Восстановление замка епископом Константином Фелицианом Шанявским было направлено на преобразование объекта в исправительный дом для духовенства. Работы в этом направлении начались в 20-х годах и продолжались в 50-х годах XVIII века, уже во времена следующего епископа Анджея Залуского. Кроме необходимых консервационных работ снаружи замка, перестройка главным образом осуществлялась внутри здания, среди прочего была выстроена новая лестница в юго-западном углу. Последствия этой перестройки заметны и по сей день, ведь более поздние работы на территории замка ограничивались, главным образом, только текущим ремонтом.
В 1789 году, после смерти краковского епископа Каетана Солтыка, замок Липовец перешел в государственную собственность в результате реформы, проведенной императором Иосифом II, а впоследствии стал частной собственностью. В 1800 году в замке вспыхнул очень сильный пожар, который, кроме повреждений внутренних помещений, уничтожил значительную часть крыши.
После этого и до конца 40-х годов XIX века здание еще продолжали частично использовать как жилое. Потом замок забросили, что существенно способствовало прогрессирующему опустошению объекта, которое прослеживается на серии гравюр с замком, выполненных в XIX веке. В 80-х годах XIX века начали осуществляться научные исследования, посвященные замуа — была подготовлена монография Владислава Лущкевича.
В 1868 году граф Гвидо Доннерсмарк приобрел замок с окрестными землями у Антонины Лонской.
Замок, тем временем, все больше разрушался. В 50-х годах XX века было принято решение о его консервации в качестве постоянной руины, укрепления сооружения и приспособления для посещения туристами, а также о проведении историко-археологических исследований на его территории. Консервационно-исследовательские работы продолжались в 1961—1969 годах, а на предбрамьи — до 1975 года.

## Архитектура
Липовец — типичный готический оборонительный замок высотного типа. Главным образом, он построен из камня, а кирпич использован преимущественно для сводов. В прошлом фасады верхнего замка были покрыты штукатуркой, следы которой прослеживаются по сей день. Обрамление окон и дверей, а также другие элементы внутреннего убранства не сохранились до нашего времени, что является следствием пожаров и заброшенности замка на протяжении длительного периода. Весь комплекс состоит из трех основных частей:
- четырекрылого верхнего замка с внутренним двором;
- передбрамья — довольно редкого архитектурного решения в средневековом оборонном строительстве; оно состояло из: ров с перекинутым через него мостом, который вел к обособленной браме, которая, в свою очередь, была соединена с главными воротами верхнего замка двумя параллельными стенами (так называемой шеей). Из результатов археологических исследований следует, что передбрамье было ликвидировано в XVII веке;
- предзамок (подзамок), который появился в конце XV века. Оно представляло собой площадь, окруженную стеной с отдельным собственным входом, на которой находились деревянные хозяйственные постройки, такие как конюшня, возовая, дома для прислуги, и тому подобное; предзамок располагался значительно ниже главного корпуса замка.

Основная часть здания, возведенная на пятиугольном плане — так называемый верхний замок — достаточно однородное четырехкрылое сооружение вокруг небольшого внутреннего двора. На фоне замка отчетливо выделяется башня, расположенная в юго-восточном углу замка. В наше время весь верхний замок вообще не имеет крыши (раньше он был покрыт двускатной крышей), а пространственное расположение внутри замка является результатом перестройки XVIII века. На первом этаже ранее преимущественно находились хозяйственные помещения: столовая (трапезная), кухня, кладовка, склад, пекарня и казна. Также на этом этаже находится колодец, глубиной более 24 м, который происходит из древнейшего периода существования замка — над ним была деревянный коловорот с ведрами.
На втором этаже находились жилые помещения, часовня и тюремные камеры. Сейчас в жилой части замка размещается музей. На третьем этаже, как и на первом, находились жилые помещения, однако они были скорее предназначенными для гостей, а в западной стороне размещались тюремные камеры.
Наиболее показательной частью замка является четырехэтажная башня на плане круга, высотой около 30 м, которая является самой старой частью здания и датируется второй половиной XIII — началом XIV века. Сначала она была типичным донжоном, то есть отделенным оборонительным элементом, расположенным вблизи с воротами и предназначенным для усиления ее военного потенциала, а также последним пунктом сопротивления во время захвата крепости. Это типичное оборонное решение, которое широко применялось в средневековых крепостях. Вход в башни находился на значительной высоте — примерно посередине башни. В XV веке башня была перестроена и включены в конструкции верхнего замка. Тогда же было приспособлено к тогдашним военным требованиям, путем создания на отдельных этажах пушечных отверстий, предназначенных для тарасниц. Таким образом, замок можно было защищать на определенном расстоянии огнем из башни по прилегающим районам. Нижние части башни содержали тюремные подземелья, в которые приговоренных спускали через отверстие в полу, находящееся неподалеку от ее входа. Внутри башни можно было передвигаться по узким и извилистым каменным ступеням. Верхний ярус башни не сохранился — на верхушке нынешней башни виднеются следы от него в виде каменных опор, которые поддерживали стену внушительной толщины. Башня имела наклонную коническую крышу. В наше время на вершине башни находится смотровая площадка, огражденная металлическими перилами, которая открыта для посещения туристами.

## Галерея

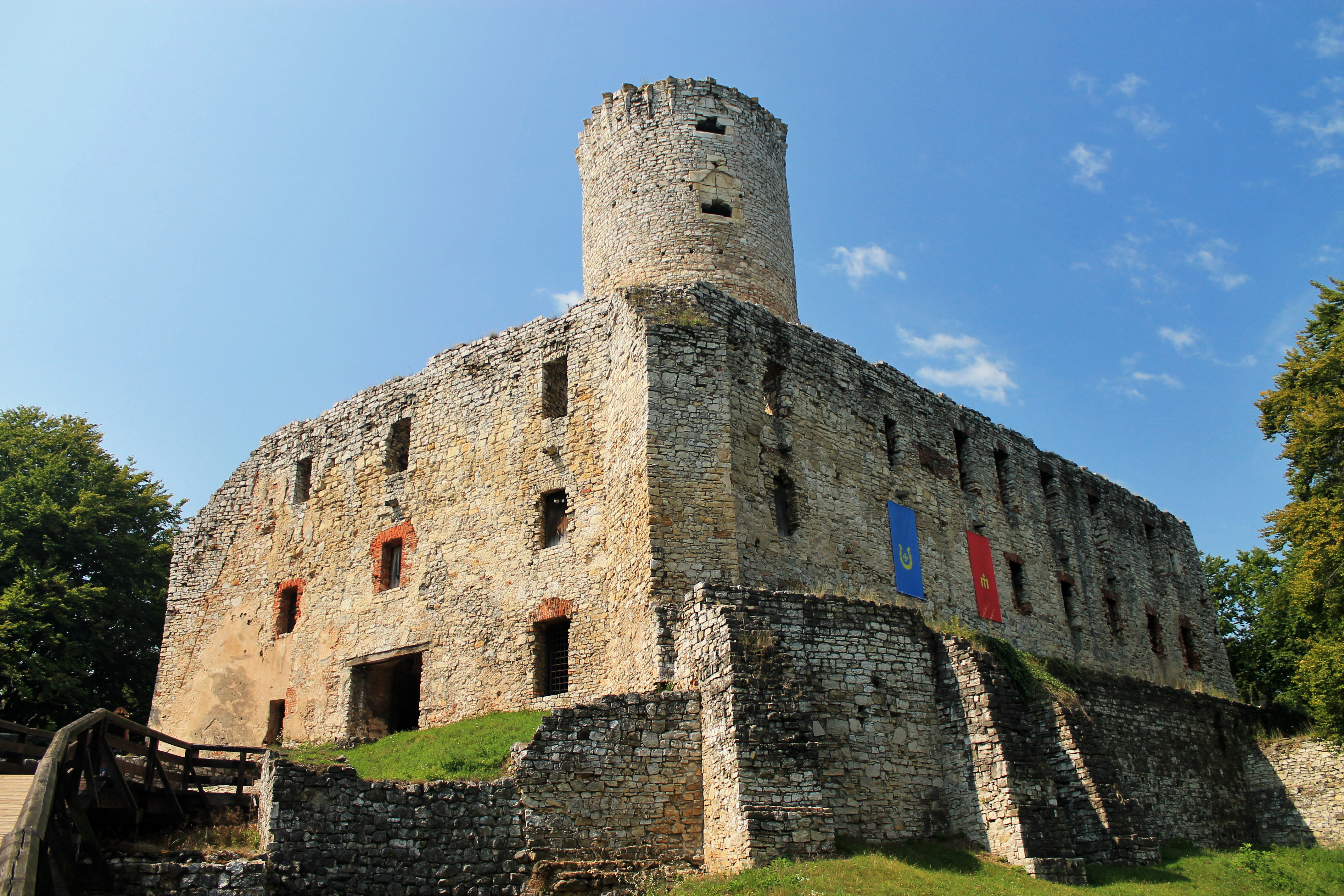
Вид замка
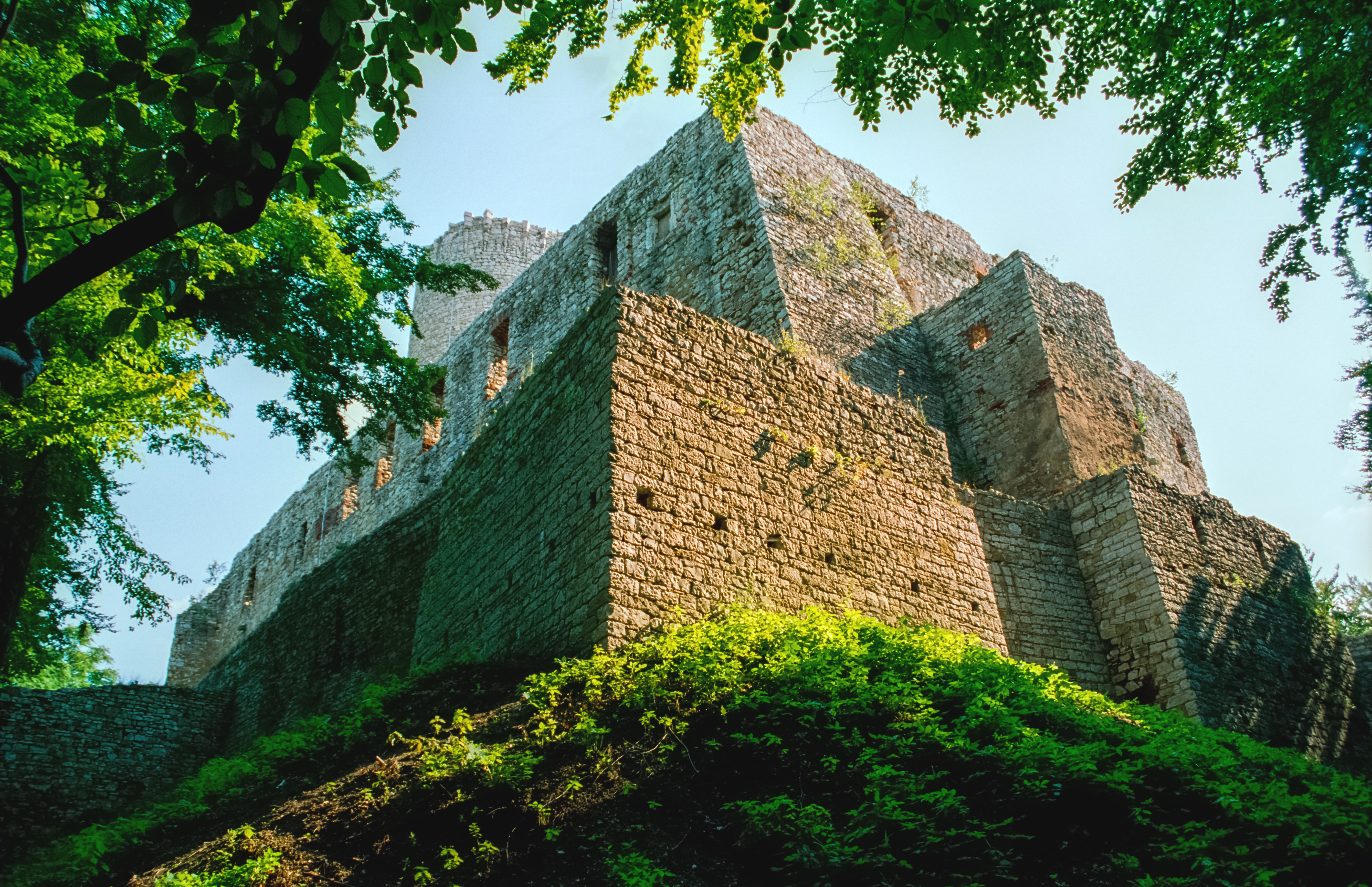
Замковые стены
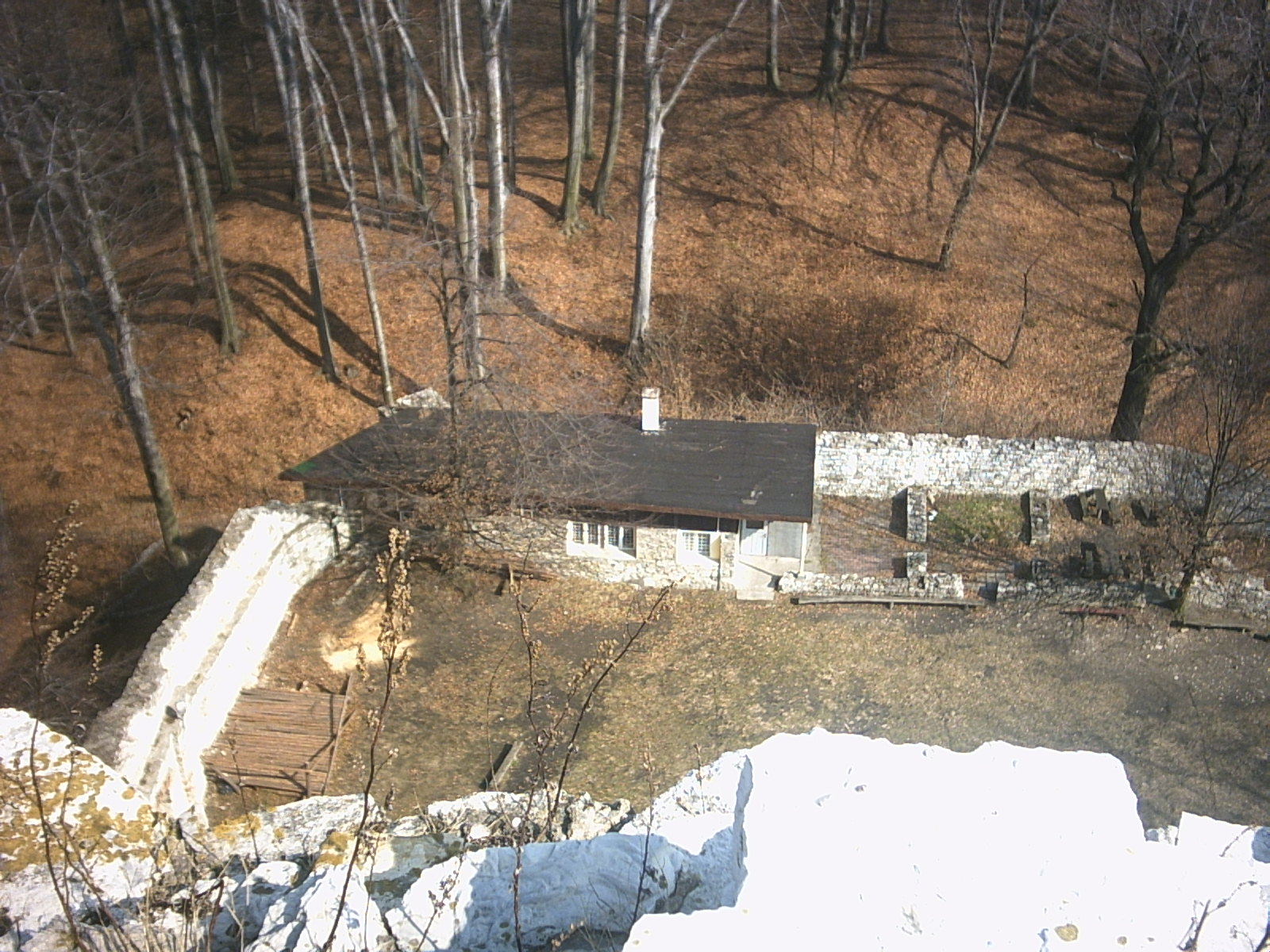
Вид с башни на подзамке
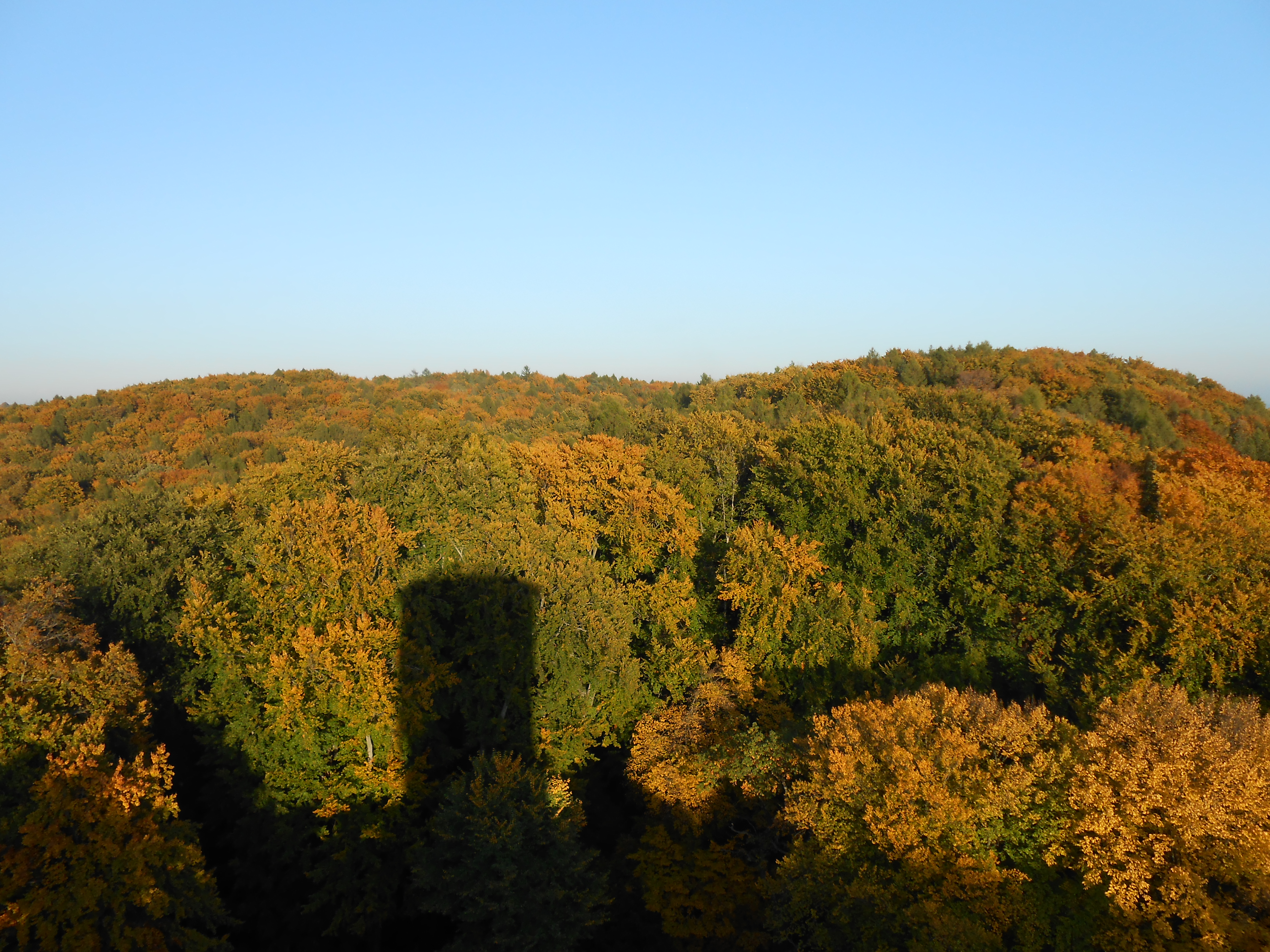
Вид с башни на восток
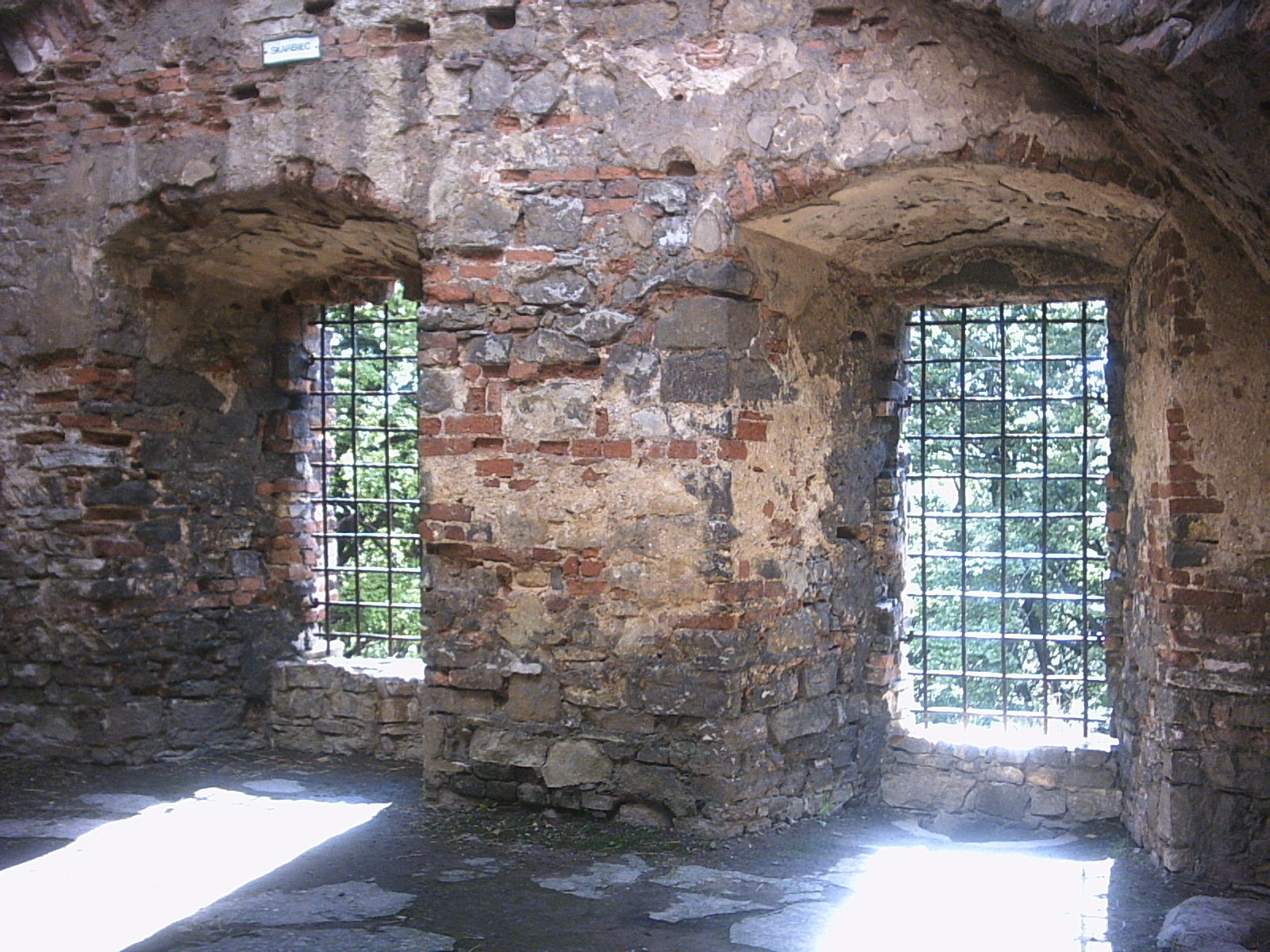
Казна